# Fischerjev naključni šah
Fischerjev naključni šah (ang. Fischer Random Chess), imenovan tudi Šah960 (ker je vseh možnih začetnih postavitev ravno 960), je različica šaha, ki si jo je izmislil šahovski velemojster Bobby Fischer, svetovni šahovski prvak od 1972 do 1975. Prvič jo je predstavil svetu 19. junija 1996 v argentinskem Buenos Airesu. Fischerjev cilj je bil ustvariti različico šaha, v kateri bi bili šahovska ustvarjalnost in nadarjenost pomembnejši od golega pomnjenja in analiziranja uvodnih potez. To je želel doseči z naključno začetno postavitvijo figur, zaradi česar postane pomnjenje uvodnih šahovskih zaporedij dosti manj uporabno.
|    | |    |    |    |    |    |    |
|    | \| \| \| \| \| \| \| \| \| \| \| \| \| \| \| \| \| \| \| \| \| \| \| \| \| \| \| \| \| \| \| \| \| \| \| \| \| \| \| \| \| \| \| \| \| \| \| \| \| \| \| \| \| \| \| \| \| \| \| \| \| \| \| \| \| \| \| \| \| \| \| \| |    |    |    |    |    |    |
|    | |    |    |    |    |    |    |
| a8 | b8 | c8 | d8 | e8 | f8 | g8 | h8 |
| a7 | b7 | c7 | d7 | e7 | f7 | g7 | h7 |
| a6 | b6 | c6 | d6 | e6 | f6 | g6 | h6 |
| a5 | b5 | c5 | d5 | e5 | f5 | g5 | h5 |
| a4 | b4 | c4 | d4 | e4 | f4 | g4 | h4 |
| a3 | b3 | c3 | d3 | e3 | f3 | g3 | h3 |
| a2 | b2 | c2 | d2 | e2 | f2 | g2 | h2 |
| a1 | b1 | c1 | d1 | e1 | f1 | g1 | h1 |

| a8 | b8 | c8 | d8 | e8 | f8 | g8 | h8 |
| a7 | b7 | c7 | d7 | e7 | f7 | g7 | h7 |
| a6 | b6 | c6 | d6 | e6 | f6 | g6 | h6 |
| a5 | b5 | c5 | d5 | e5 | f5 | g5 | h5 |
| a4 | b4 | c4 | d4 | e4 | f4 | g4 | h4 |
| a3 | b3 | c3 | d3 | e3 | f3 | g3 | h3 |
| a2 | b2 | c2 | d2 | e2 | f2 | g2 | h2 |
| a1 | b1 | c1 | d1 | e1 | f1 | g1 | h1 |

## Pravila:
- Fischerjev naključni šah se igra z običajnim šahovskim priborom. Vsa pravila so enaka kot pri klasičnem šahu, razen kadar je navedeno drugače.

- Začetna postavitev šahovskih figur na prvi liniji se določi naključno za belega, črne figure na osmi liniji pa sledijo naključju zrcalno. Pri tem velja:
  - Kralj mora biti postavljen med trdnjavi in
  - lovca morata biti postavljena na različni barvni polji.
- Kmetje so postavljeni kot pri klasičnem šahu na drugo in sedmo linijo. Možnih je 960 različnih postavitev.

- Rokada se izvaja kot pri klasičnem šahu, ki je izjemna poteza dveh figur naenkrat, kjer se kralj primakne k trdnjavi za dve polji, trdnjavo pa se postavi ob kralja na drugo stran. Rokada je veljavna pod pogoji:
  - Ni bil premaknjen niti kralj niti trdnjava.
  - Kralj ni v šahu pred in po rokadi.
  - Vsa polja med kraljem in trdnjavo morajo biti prazna
  - Nobeno polje, čez katera gre kralj med rokado, ne sme biti pod nasprotnikovim napadom.

- Pravilo rokade pri Fischerjevem naključnem šahu je najlažje razumeti, če ga primerjamo s klasičnim šahom:
  - Kadar izvajamo rokado na h-stran (desna stran pri belem) postavimo kralja na polje g1 in trdnjavo na polje f1, kot se izvaja rokada O-O pri klasičnem šahu.
  - Kadar izvajamo rokado na a-stran (leva stran pri belem) postavimo kralja na polje c1 in trdnjavo na polje d1, kot se izvaja rokada O-O-O pri klasičnem šahu.
  - Pri nekaterih začetnih postavitvah kralja ni potrebno premakniti. To je legalno izvajanje rokade pri Fischerejevem naključnem šahu.

- Cilj igre je matirati nasprotnikovega kralja.

## Zakaj je vseh postavitev ravno 960
Zanima nas število postavitev dveh skakačev, dveh lovcev, dveh trdnjav, kraljice in kralja v vrsto osmih polj šahovnice pod pogojem, da veljata pravili:
-	lovca vedno stojita na poljih različne barve,
-	kralj vedno stoji med obema trdnjavama.
- Najprej postavimo na osem možnih polj dva lovca na polji različne barve. Pojavijo se naslednje možnosti:
  - Lovca stojita skupaj(vmes ni nobenega polja). Kompozicija figur je dolžine dve. Število postavitev je očitno 7.
  - Med lovcema sta dve prazni polji. Kompozicija figur je dolžine štiri. Število postavitev je očitno 5.
  - Med lovcema so štiri prazna polja. Kompozicija figur je dolžine šest. Število postavitev je očitno 3.
  - Med lovcema je šest praznih polj. Kompozicija figur je dolžine osem. Število postavitev je očitno 1.
  - Torej je število vseh pravilnih postavitev lovcev enako 7+5+3+1=16.

- Nato postavimo kralja in dve trdnjavi na preostalih šest polj tako, da bo kralj vedno med obema trdnjavama. Dva lovca sta že postavljena na enega izmed šestnajstih možnih načinov. Ostane nam šestih praznih polj. Možnosti, ki nastopijo so:
  - Med trdnjavama je eno prosto mesto. To mesto mora zavzeti kralj. Imamo kompozicijo dolžine tri. Število postavitev take kompozicije v vrstico šestih polj je očitno 4.
  - Med trdnjavama sta dve prosti polji. Torej imamo kompozicijo dolžine štiri. Število vseh takih postavitev na šest polj je očitno 3, pri čemer je lahko kralj na enem izmed dveh vmesnih polj. Vseh možnosti je potem očitno 6.
  - Med trdnjavama so tri prosta polja. Torej imamo kompozicijo dolžine pet. Kompozicijo dolžine pet lahko postavimo na šest polj na dva načina. Pri vsaki izmed takih postavitev, lahko kralj zasede eno izmed treh polj med trdnjavama. Vseh možnosti je potem 6.
  - Med trdnjavama so štiri prosta mesta. Kompozicija figur je potem dolžine šest. Tako kompozicijo lahko postavimo v vrstico šestih polj očitno na en sam način. Kralj lahko zavzame eno izmed štirih polj med trdnjavama. Vseh možnosti je potem 4.
  - Torej je vseh postavitev dveh trdnjav in kralja tako enako 4+6+6+4=20. Skuupno z lovci je 16×20=320 možnosti.

- Na preostala tri polja bomo postavili še damo. 
  - Damo lahko postavimo na eno izmed teh treh polj, tri možnosti torej, skupno pa 3×320=960.

- Na dveh preostalih poljih, stojita skakača, ki pa jih postavimo na en sam možen način, skupno torej 1x960 = 960.